# 裴佐漢
裴佐漢（越南语：／；16世紀—1568年），廣南思義府彰義縣（今思義縣）人，廣南國政治人物。

## 生平
裴佐漢最初出仕後黎朝，以土官官至北軍都督府掌府事總鎮廣南少保鎮郡公，任內施與恩惠，團結兵民，人稱「鎮北公」；正治元年嘉裕王阮潢南鎮順化，他率領阮主軍隊抵禦東寇，又帶兵討伐廣義石壁蠻族人，沿山設置六堡防禦之，邊境得以安寧，十一年（1568年）三月去世，朝廷追贈太保，其後被視為地方神靈，每事靈驗，在立祠祀處賜真衣真器奉祀，明命十三年（1832年）加封匡國靜邊樹德上等神。

## 引用
1. 1 2  《大南列傳前編·卷三》：裴佐漢，廣義彰義人，仕黎以土官歷至北軍都督府掌府事總鎮廣南少保鎮郡公，佐漢在職務施恩惠，和輯兵民，百姓愛之，號鎮北公。戊午初我太祖皇帝南鎮順化，嘗有東寇，佐漢率廣南兵策應，賊不敢犯，又嘗提兵討廣義石壁惡蠻，沿山設六堡控禦之，邊境以寧，國初預有勞焉。戊辰十一年病卒，贈太保，其後稔著靈應，令所在立祠祀之賜以真衣真器奉祀，明命十三年加封匡國靜邊樹德上等神，其裔輔豐紹治初官至山西布政，坐累免，起復弘安知府卒。
2. ↑  《大南實錄前編·卷一·太祖嘉裕皇帝寔錄》：戊辰十一年春三月，廣南總鎮裴佐漢 時稱鎮郡公 卒……